# La Légende de Robin des Bois
Pour plus de détails, voir Fiche technique et Distribution.
La Légende de Robin des Bois (Wolfshead: The Legend of Robin Hood) est un téléfilm britannique réalisé en 1969 par John Hough, mais diffusé dans les cinémas britanniques en tant que programme complémentaire du film Take Me High avec Cliff Richard le 7 décembre 1973.

## Synopsis
Robert de Locksley, un fermier, est témoin de l'assassinat de sa famille à cause de son attachement au roi Richard. Mis au ban de la société, il décide de se rebeller et fait front commun avec d'autres hommes contre le prince Jean. Les hommes décident de prendre quartier dans la forêt de Sherwood...

## Fiche technique
Sauf indication contraire, les informations mentionnées dans cette section peuvent être confirmées par la base de données cinématographiques IMDb,  présente dans la section « Liens externes ».
- Titre français : La Légende de Robin des Bois
- Titre original britannique : Wolfshead: The Legend of Robin Hood
- Réalisation : John Hough
- Scénario : David Butler
- Photographie : David Holmes
- Musique : Bernie Sharp et Jack Sprague
- Production : Bill Anderson
- Pays d'origine : Royaume-Uni
- Format : Couleurs - 1,33:1 - Mono
- Genre : aventure
- Durée : 56 minutes
- Date de sortie : 1973

## Distribution
- David Warbeck : Robert de Locksley
- Kathleen Byron : Katherine de Locksley
- Will Knightley : Le secrétaire d'Abbot
- Ciaran Madden : Lady Marian
- Kim Braden : Alice de Locksley

## Projet de série avortée
Proposé comme pilote d'une série avortée, le téléfilm a bénéficié d'une sortie au cinéma pour les fêtes de fin d'année 1973. Il est sorti aussi en salles au Danemark le 10 janvier 1976.